# 인사3팀의 캡슐커피
"인사3팀의 캡슐커피"는 2018년 정해일 감독의 독립 단편영화이다. 

## 줄거리
인사3팀의 이수아 대리(류아벨)가 동료가 이직하면서 넘겨받은 업무 하나로 고민한다. 계약기간 2년이 곧 도래한 비정규직 박민주(박예영)에 관한 건이다. 상사는 권고사직을 시키라고 하지만 박민주는 그럴 생각이 없고, 정규직 공채를 내심 기대한다.

## 배우
- 류아벨
- 박예영
- 정희태
- 홍지석 : 홍지석 대리 역

## 제작진
- 감독/각본/편집: 정해일
- 촬영: 이성은
- 미술감독: 강다영
- 음악: 김나라

## 영화 정보
- 2020년 1월 4일 KBS 1TV 독립영화관 시간에 '주목할 만한 단편들'로 편성 방송되었다.[2]
- 2018년 제44회 서울독립영화제에서 상영되었다.
- 2018년 제18회 미쟝센단편영화제에서 상영되었다.[3]
- 2018년 제19회 전주국제영화제에서 상영되었다.
- 2018년 제20회 대전독립영화제에서 상영되었다.
- 2018년 제12회 여성인권영화제에서 상영되었다.
- 2018년 제9회 광주여성영화제에서 상영되었다.
- 2018년 제2회 안양신필름예술영화제에서 상영되고, 단편영화부문 최우수작품상을 수상하였다.
- 2019년 제36회 부산국제단편영화제에서 상영되었다.